# Dojutrovica
Dojutrovica falu Horvátországban, a Károlyváros megyében. Közigazgatásilag Ozalyhoz tartozik.

## Fekvése
Károlyvárostól 27 km-re, községközpontjától 12 km-re északnyugatra a Zsumberki-hegységben a szlovén határ közelében fekszik.

## Története
A falu Szent György templomát már 1334-ben említi Ivan goricai főesperes a zágrábi káptalan statutumában. Ez volt a vivodinai plébánia eredeti plébániatemploma, mert a mait csak a 18. században építették.. A 14. században Dojutrovica még nem létezett, csak később, valószínűleg a 16. században keletkezett. 
A falunak 1857-ben 105, 1910-ben 144 lakosa volt. A trianoni békeszerződésig Zágráb vármegye Jaskai járásához tartozott. Önkéntes tűzoltó egyletét 1932-ben alapították. 2011-ben 35 lakosa volt.

## Lakosság
| Lakosság változása | Lakosság változása | Lakosság változása | Lakosság változása | Lakosság változása | Lakosság változása | Lakosság változása | Lakosság változása | Lakosság változása | Lakosság változása | Lakosság változása | Lakosság változása | Lakosság változása | Lakosság változása | Lakosság változása | Lakosság változása |
| ------------------ | ------------------ | ------------------ | ------------------ | ------------------ | ------------------ | ------------------ | ------------------ | ------------------ | ------------------ | ------------------ | ------------------ | ------------------ | ------------------ | ------------------ | ------------------ |
| 1857               | 1869               | 1880               | 1890               | 1900               | 1910               | 1921               | 1931               | 1948               | 1953               | 1961               | 1971               | 1981               | 1991               | 2001               | 2011               |
| 105                | 145                | 146                | 129                | 130                | 144                | 131                | 119                | 90                 | 93                 | 92                 | 79                 | 58                 | 51                 | 37                 | 35                 |

## Nevezetességei
- Szent György tiszteletére szentelt temploma[4] középkori eredetű, a vivodinai Szent Lőrinc plébánia filiája. A Zsumberki-hegység déli lejtőin található templom egyhajós, téglalap alakú hajóval, keskenyebb félköríves szentéllyel, a hajótól északra álló sekrestyével és a főhomlokzat előtti harangtoronnyal. A szentély félkupolával, a hajó porosz, a sekrestye pedig dongaboltozattal van befedve. A főoltár a 19. és 20. század fordulójáról való, a mellékoltárokat 1872-ben készítette M. Schieder tiroli és károlyvárosi festő. 1334-ben már plébánia központjaként említik, támpillérekkel megtámasztott gótikus templommal. A templomot 1821-ben barokk stílusban építették át, 1864-ben és 1904-ben pedig újjáépítették. A vivodini Szent Lőrinc-templom 1754-es felépítéséig plébániatemplom volt. A templom Ozaly környékének legrégebbi szakrális épülete, amely megőrizte a középkori, barokk és historikus építési szakaszok jellegzetességeit.